# Fundulidae
Fundulidae är en familj fiskar inom ordningen tandkarpar (Cyprinodontiformes). Familjen omfattar cirka 50 arter äggläggande tandkarpar fördelade över fyra släkten, hemmahörande i Nord- och Mellanamerika från södra Kanada i norr till och med Yucatánhalvön, Bermuda och Kuba i söder. Fiskarna förekommer i såväl sötvatten som bräckt vatten och marina miljöer.

## Släkten
- Adinia Girard, 1859
- Fundulus  Lacépède, 1803
- Leptolucania Myers, 1924
- Lucania Girard, 1859

## Etymologi
Släktnamnet är härlett från latinets fundus, som betyder "botten".